# Ładzice
Ładzice is een dorp in het Poolse woiwodschap Łódź, in het district Radomszczański. De plaats maakt deel uit van de gemeente Ładzice en telt 470 inwoners.